# Revue um Mitternacht
Revue um Mitternacht ist ein deutscher Revuefilm der DEFA von Gottfried Kolditz aus dem Jahr 1962 mit Christel Bodenstein und Manfred Krug in den Hauptrollen.

## Handlung
Eines Tages werden drei bedeutende Leute des Filmschaffens entführt: Filmarchitekt Jens Holle, Komponist Herbert Schöniger und Dramaturg Eberhard Gallstein finden sich schließlich im Haus des Filmproduzenten Otto Kruse wieder, der sie durch die Aktion zur Zusammenarbeit an einem Revuefilm bringen will. Auch Autor Paul Biesack sollte entführt werden, doch ahnte der den Plan und weigerte sich, sodass sich stattdessen der kleine Komponist und Ex-Klempner Alexander Ritter der Gruppe anschließt. Alexander ist begeistert von der Idee des Revuefilms, doch die drei anderen sehen es als zu großes Wagnis und fliehen schließlich heimlich aus der Villa.
Produktionsassistentin Claudia Glück ist von der Situation wenig begeistert: Während sie den erfahrenen Filmmännern getraut hätte, hat sie Alexander zuvor eher als leichtsinnig und verantwortungslos erlebt. Alexander scheint sie zu bestätigen, lehnt er doch den Vorschlag des Regisseurs Knüller, in den Film Schlager zu integrieren, rundweg ab, da er keine Konservenmusik im Film sehen will. Claudia wirft Alexander vor, nur ein „halbfertiger Mensch“ zu sein. Als sich Holle, Schöniger und Gallstein zusammen mit Biesack entschließen, angesichts der laufenden Vorbereitungen zum Film doch einzusteigen, steigt Alexander schmollend aus und zieht sich in Biesacks Wohnung zurück. Die kleine Affäre mit Claudia ist schon vorbei, ehe sie richtig begonnen hat, und Claudia macht sich prompt Vorwürfe. Auch Regisseur Knüller braucht Alexander, um den Film über einen Film im Film mit einem Happy End zu beschließen. Erst Biesack erfährt, wo Alexander sich versteckt, und lässt ihn unkonventionell ans Set bringen. Es kommt zur Versöhnung zwischen Alexander und Claudia inklusive Kuss und Knüller freut sich über das gelungene Ende des Films.

## Produktion
Der Film wurde unter den Arbeitstiteln Prügelknaben und Keiner will’s kalt gedreht. Er erlebte am 7. Juli 1962 im Berliner Kino Colosseum seine Premiere.
In einer Revueszene singen unter anderem Julia Axen, Helga Brauer, Fanny Daal, Hartmut Eichler, Fred Frohberg und Günter Hapke. Im Film sind Tänzer des Balletts der Deutschen Staatsoper zu sehen. Es spielen das DEFA-Sinfonieorchester und das Tanzorchester des Berliner Rundfunks.

## Kritik
Die zeitgenössische Kritik bemängelte vor allem die wenig tragfähige Handlung des Films: „Zwischen dem Liebespaar besteht kein echter Konflikt. Und so reduziert sich sein Auftreten und damit die Handlung des Films weitgehend auf eine Unterbrechung der Revueszenen.“
Das Lexikon des internationalen Films befand: „Weitgehend schwungvoll und voller selbstironischer Anspielungen, verliert sich die Originalität erst am Schluss in konventionellen Shownummern. Beachtlich die von Jazz und Soul inspirierten Gesangsauftritte von Manfred Krug. In 4-Kanal-Magnetton und Breitwand gefertigtes Spektakel.“
Auch Cinema bewertete den Film positiv: „Ausstattung, Scope-Bilder und Tricks sind herrlich und strafen alle Vorurteile über den Ostfilm Lügen. Fazit: Tolle Ost-Revue – wer hätte das gedacht!“